# Блохин, Алексей Николаевич
Алексей Николаевич Блохин (3 марта 1908, Шустово, Курская губерния — 24 октября 1983, там же) — командир отделения миномётной роты 1-го стрелкового батальона 50-го гвардейского Краснознамённого стрелкового полка (15-я гвардейская стрелковая Харьковская ордена Ленина Краснознамённая ордена Суворова дивизия, 5-я гвардейская армия, 1-й Украинский фронт), гвардии старшина.

## Биография
Алексей Николаевич Блохин родился в крестьянской семье в селе Шустово Курской губернии (в настоящее время в Конышевском районе Курской области). Окончил 4 класса школы, работал шорником в местной сельхозартели, затем в колхозе.
28 июня 1941 года Конышевским райвоенкоматом он был призван в ряды Красной армии. Службу вначале проходил в хозвзводе, с июля 1942 года на фронтах Великой Отечественной войны.
Воевал под Сталинградом, на Курской дуге, освобождал Польшу и Чехословакию.
2 февраля 1944 года в районе села Водяное танки противника с пехотой прорвались к миномётной батарее и начали утюжить цели. Старшина Блохин укрыл свой миномёт в щели, а из личного оружия начал уничтожать солдат противника. Всего им было уничтожено 6 солдат. Когда стемнело, он пришёл на новые позиции с сохранённым миномётом. Приказом по дивизии от 13 февраля 1944 года он был награждён орденом Славы 3-й степени.
12 января 1945 года миномётное отделение под командованием Блохина, находясь в боевых порядках стрелковых подразделений в районе населённых пунктов Щеглин и Борек (16—18 км восточнее города Буско-Здруй) огнём из миномёта подавили 3 огневые точки противника, уничтожив при этом до 25 вражеских солдат. Приказом по войскам 5-й гвардейской армии от 2 февраля 1945 года гвардии старшина Блохин Алексей Николаевич награждён орденом Славы 2-й степени.
15 и 16 марта 1945 года в боях за высоту в 18 км юго-восточнее населённого пункта Стшелин (Нижнесилезское воеводство) командир миномётного отделения Блохин, умело управляя огнём своего миномётного расчёта, подавил противотанковое орудие и 3 пулемёта врага, уничтожил до 20 солдат противника.
Указом Президиума Верховного Совета СССР от 27 июня 1945 года гвардии старшина Блохин Алексей Николаевич награждён орденом Славы 1-й степени.
В 1945 году старшина Блохин демобилизовался, вернулся на родину. Работал шорником в колхозе. Скончался 24 октября 1983 года.